# Haworthia mirabilis var. consanguinea
Haworthia mirabilis var. consanguinea és una varietat de Haworthia mirabilis del gènere Haworthia de la subfamília de les asfodelòidies.

## Descripció
Haworthia mirabilis var. consanguinea, és una petita suculenta i prolífera, que forma densos grups de rosetes més petites de 3-4 cm de diàmetre. Les fulles són més toves, semblants al grup turgida.

## Distribució i hàbitat
Aquesta varietat creix a la província sud-africana del Cap Occidental, concretament a les muntanyes entre McGregor i Greyton. S'ha informat de diversos punts de la ruta de senderisme entre aquestes dues ciutats. Al costat de les muntanyes de McGregor creix mirabilis 'diversicolor' que possiblement pugui relacionar aquesta espècie amb el grup maraisii. Al pas Tradouw creix un element molt similar, que Poellnitz va descriure com a caespitosa.
En el seu hàbitat es presenta a les roques de gres i, quan s'exposa al sol, tenen un color vermellós característic.

## Taxonomia
Haworthia mirabilis var. consanguinea va ser descrita per M.B.Bayer i publicat a Haworthia Revisited: 111, a l'any 1999.
Etimologia
Haworthia: nom en honor del botànic britànic Adrian Hardy Haworth (1767-1833).
mirabilis: epítet llatí que significa "meravellós".
var. consanguinea: epítet llatí que significa "amb color de sang".
Sinonímia
- Haworthia consanguinea (M.B.Bayer) M.Hayashi, Haworthia Study 3: 13 (2000).
- Haworthia caespitosa var. consanguinea (M.B.Bayer) Breuer, Alsterworthia Int. 16(2): 5 (2016).[6]